# Tu chính án Hyde
Trong chính trị Hoa Kỳ, Tu chính án Hyde là một đạo luật cấm việc sử dụng quỹ liên bang để chi trả cho việc phá thai ngoại trừ để cứu mạng sống của người phụ nữ, hoặc nếu cái thai phát sinh do loạn luân hoặc cưỡng hiếp. Trước khi Tu chính án Hyde có hiệu lực, ước tính có khoảng 300.000 ca phá thai được thực hiện hàng năm bằng tiền đóng thuế của dân.
Hạ viện thông qua Tu chính án Hyde vào ngày 30 tháng 9 năm 1976 với tỷ lệ bỏ phiếu 312 trên 93. Tu chính án này có tên là Hyde vì do Dân biểu Cộng Hòa Henry Hyde của Illinois đề xuất. Tu chính án thể hiện một trong những thành tựu lập pháp lớn nhất và đầu tiên nhất của phong trào ủng hộ sự sống tại Hoa Kỳ, đặc biệt là các phong trào phò sinh của Công giáo và Ủy ban Quốc gia về Tu chính án Cuộc sống Con người do nhà vận động hành lang Mark Gallagher đứng đầu.
Quốc hội sau đó đã sửa đổi Tu chính án Hyde nhiều lần. Phiên bản có hiệu lực từ năm 1981 đến năm 1993 cấm sử dụng quỹ liên bang để phá thai "trừ trường hợp tính mạng của người mẹ bị đe dọa."
Theo các cuộc thăm dò vào năm 2016, Tu chính án Hyde được 57% cử tri ủng hộ và 36% phản đối. Năm 2016 cũng đánh dấu lần đầu tiên đảng Dân Chủ Mỹ công khai tuyên bố sẽ làm mọi cách để hủy bỏ Tu chính án Hyde. Vào ngày 24 tháng 1 năm 2017, Hạ viện đã thông qua H.R.7 để "làm cho Tu chính án Hyde có hiệu lực vĩnh viễn." Tuy nhiên, chẳng may dự luật này không thông qua được tại Thượng viện và không trở thành luật.